# Natação nos Jogos Olímpicos de Verão de 2024 - 1500 m livre feminino
A prova dos 1500 m livre feminino da natação nos Jogos Olímpicos de Verão de 2024 ocorreu em 30 e 31 de julho de 2024 na Paris La Défense Arena, em Paris. Um total de 16 nadadoras de 12 Comitês Olímpicos Nacionais (CON) participaram do evento.

## Qualificação
Cada Comitê Olímpico Nacional (CON) poderia inscrever no máximo duas nadadoras qualificadas em cada evento individual, mas somente se ambas atingissem o "tempo de qualificação olímpica" (OQT). Uma nadadora por evento poderia potencialmente entrar se atingisse o "tempo de consideração olímpica" (OCT), ou se a cota total de 852 competidores não tivesse sido atingida. Os CONs também poderiam inscrever nadadores independentemente do tempo através das vagas de universalidade, mesmo que não tenham atingindo nenhum dos tempos de inscrição padrão (OQT/OCT).
Após o fim da janela de qualificação, a World Aquatics avaliou o número de nadadores que alcançaram o OQT, o número de nadadores somente para as provas de revezamento e o número de vagas de universalidade, antes de convidar aqueles com OCT para cumprir a cota total de 852. Além disso, as vagas no OCT foram distribuídas por evento de acordo com as posições no ranking mundial durante o prazo de qualificação. Para os 1500 m livre feminino, o OQT foi de 16min09s09 e o OCT de 16min13s94.

## Formato
A competição consiste em duas rodadas: preliminares e final. As nadadoras com os 8 melhores tempos nas baterias preliminares avançam para a final. Desempates (swim-offs) são utilizados conforme necessário para quebrar os empates de avanço a próxima rodada.

## Calendário
Horário local (UTC+2)
| Data                | Horário | Fase         |
| ------------------- | ------- | ------------ |
| 30 de julho de 2024 | 11:50   | Preliminares |
| 31 de julho de 2024 | 21:10   | Final        |

## Medalhistas
| Ouro   | USA Katie Ledecky            |
| Prata  | FRA Anastasiya Kirpichnikova |
| Bronze | GER Isabel Gose              |

## Recordes
Antes desta competição, os recordes mundiais e olímpicos da prova eram os seguintes:
| Tipo | Atleta        | Tempo    | Local        | Data                |
| ---- | ------------- | -------- | ------------ | ------------------- |
|      | Katie Ledecky | 15:20.48 | Indianápolis | 16 de maio de 2018  |
|      | Katie Ledecky | 15:35.35 | Tóquio       | 26 de julho de 2021 |

## Resultados

### Preliminares
As nadadoras com os oito melhores tempos, independente da bateria, avançam à final.
| Pos. | Bateria | Raia | Nadadora                 | CON                | Tempo    | Notas            |
| ---- | ------- | ---- | ------------------------ | ------------------ | -------- | ---------------- |
| 1    | 3       | 4    | Katie Ledecky            | USA Estados Unidos | 15:47.43 | Q                |
| 2    | 2       | 2    | Simona Quadarella        | ITA Itália         | 15:51.19 | Q                |
| 3    | 2       | 5    | Anastasiya Kirpichnikova | FRA França         | 15:52.46 | Q                |
| 4    | 2       | 3    | Isabel Gose              | GER Alemanha       | 15:53.27 | Q                |
| 5    | 2       | 6    | Moesha Johnson           | AUS Austrália      | 16:04.02 | Q                |
| 6    | 3       | 5    | Li Bingjie               | CHN China          | 16:05.26 | Q                |
| 7    | 3       | 2    | Beatriz Dizotti          | BRA Brasil         | 16:05.40 | Q                |
| 8    | 3       | 1    | Leonie Märtens           | GER Alemanha       | 16:08.69 | Q                |
| 9    | 1       | 5    | Gan Ching Hwee           | SIN Singapura      | 16:10.13 | Recorde nacional |
| 10   | 3       | 6    | Katie Grimes             | USA Estados Unidos | 16:12.11 |                  |
| 11   | 2       | 1    | Ginevra Taddeucci        | ITA Itália         | 16:12.45 |                  |
| 12   | 2       | 7    | Eve Thomas               | NZL Nova Zelândia  | 16:13.74 |                  |
| 13   | 2       | 2    | Gao Weizhong             | CHN China          | 16:27.11 |                  |
| 14   | 1       | 4    | Kristel Köbrich          | CHI Chile          | 16:27.18 |                  |
| 15   | 3       | 7    | Vivien Jackl             | HUN Hungria        | 16:31.25 |                  |
| 16   | 1       | 3    | Sasha Gatt               | MLT Malta          | 17:00.54 |                  |
| 18   | 3       | 3    | Lani Pallister           | AUS Austrália      | DNS      |                  |

### Final
As três nadadoras mais rápidas na final conquistam as medalhas.
| Pos.              | Raia | Nadadora                 | CON                | Tempo    | Notas            |
| ----------------- | ---- | ------------------------ | ------------------ | -------- | ---------------- |
| Medalha de ouro   | 4    | Katie Ledecky            | USA Estados Unidos | 15:30.02 | Recorde olímpico |
| Medalha de prata  | 3    | Anastasiya Kirpichnikova | FRA França         | 15:40.35 | Recorde nacional |
| Medalha de bronze | 6    | Isabel Gose              | GER Alemanha       | 15:41.16 | Recorde nacional |
| 4                 | 5    | Simona Quadarella        | ITA Itália         | 15:44.05 |                  |
| 5                 | 7    | Li Bingjie               | CHN China          | 16:01.03 |                  |
| 6                 | 2    | Moesha Johnson           | AUS Austrália      | 16:02.70 |                  |
| 7                 | 1    | Beatriz Dizotti          | BRA Brasil         | 16:02.86 |                  |
| 8                 | 8    | Leonie Märtens           | GER Alemanha       | 16:12.57 |                  |

Legenda
| Recorde mundial      | Recorde mundial (World record)               |                       | Recorde africano                      | Recorde africano (African) |                                           | Q | Classificado por posição (Qualified) |
| Recorde olímpico     | Recorde olímpico (Olympic record)            | Recorde da América    | Recorde da América (Americas)         | q                          | Classificado por melhor tempo (Qualified) |   |                                      |
| Melhor marca do ano  | Melhor marca do ano (World leading)          | Recorde asiático      | Recorde asiático (Asian)              | DNS                        | Não largou (Did not start)                |   |                                      |
| Recorde nacional     | Recorde nacional (National record)           | Recorde europeu       | Recorde europeu (European)            | DNF                        | Não terminou (Did not finish)             |   |                                      |
| Recorde pessoal      | Recorde pessoal do atleta (Personal best)    | Recorde da Oceania    | Recorde da Oceania (Oceania)          | DSQ / DQ                   | Desclassificado (Disqualified)            |   |                                      |
| Recorde da temporada | Recorde da temporada do atleta (Season best) | Recorde sul-americano | Recorde sul-americano (South America) | NM                         | Sem marca (No mark)                       |   |                                      |